# Paweł Baumann
Paweł Zbigniew Baumann (ur. 11 czerwca 1983 w Poznaniu, zm. 21 października 2016 tamże) – polski kajakarz, medalista mistrzostw świata i mistrzostw Europy, wielokrotny mistrz Polski, dwukrotny olimpijczyk (2004 i 2008), żołnierz zawodowy, mąż kajakarki Elżbiety Urbańczyk.

## Kariera sportowa
Był wychowankiem i zawodnikiem klubu Posnania (2000–2003) i od 2004 zawodnik Zawiszy Bydgoszcz. Jako junior był brązowym medalistą mistrzostw Europy (2000 w konkurencji K-2 500 m) i mistrzostw świata (2001 w konkurencji K-2 500 m), czterokrotnie zdobywał medale mistrzostw świata seniorów, dwukrotnie medale mistrzostw Europy seniorów.

### Igrzyska olimpijskie
- 2004: K-1 500 m – odpadł w półfinale
- 2008: K-4 1000 m – 6 m. (partnerami byli Marek Twardowski, Adam Wysocki i Tomasz Mendelski)

### Mistrzostwa świata
- 2003: K-4 1000 m – 5 m. (partnerami byli Tomasz Mendelski, Rafał Głażewski i Dariusz Białkowski)
- 2005: K-4 1000 m – 3 m. (partnerami byli Adam Wysocki, Marek Twardowski i Przemysław Gawrych)
- 2006: K-4 500 m – 3 m. (partnerami byli Tomasz Mendelski, Adam Wysocki i Przemysław Gawrych),  K-4 1000 m – 2 m. (partnerami byli Tomasz Mendelski, Adam Wysocki i Marek Twardowski)
- 2007: K-4 1000 – 2 m. (partnerami byli Tomasz Mendelski, Adam Wysocki i Marek Twardowski)

### Mistrzostwa Europy
- 2004: K-4 1000 m – 3 m. (partnerami byli Tomasz Mendelski, Rafał Głażewski i Dariusz Białkowski)
- 2005: K-4 1000 m – 3 m. (partnerami byli Tomasz Mendelski, Adam Wysocki i Marek Twardowski)
- 2006: K-4 500 m – 4 m. (partnerami byli Mariusz Kujawski, Przemysław Gawrych i Tomasz Górski), K-4 1000 m – 5 m. (partnerami byli Mariusz Kujawski, Przemysław Gawrych i Tomasz Górski)
- 2007: K-4 200 m – 9 m. (partnerami byli Tomasz Mendelski, Adam Wysocki i Tomasz Górski)

### Mistrzostwa Polski
16 razy był mistrzem Polski:
- K-2 500 m: 2002 (z Łukaszem Szałkowskim)
- K-4 200 m: 2002, 2004, 2006, 2008
- K-4 500 m: 2000, 2002, 2003, 2005, 2006, 2008
- K-4 1000 m: 2003, 2004, 2005, 2008, 2011

Zmarł 21 października 2016 w Poznaniu. Pochowany 31 października 2016 na cmentarzu komunalnym Junikowo (pole 13 kwatera 3-10-376).